# دان كيلي (كاتب أغاني)
دان كيلي (بالإنجليزية: Dan Kelly)‏ هو كاتب أغاني أسترالي، ولد في 1974.

## وصلات خارجية
- الموقع الرسمي
- دان كيلي على موقع ميوزك برينز (الإنجليزية)
- دان كيلي على موقع أول ميوزيك (الإنجليزية)
- دان كيلي على موقع ديسكوغز (الإنجليزية)